# Hrabstwo Barnwell

Piramida wieku hrabstwa

Hrabstwo Barnwell – hrabstwo w Karolinie Południowej w USA. Centrum administracyjnym jest Barnwell. W 2005 roku populacja wynosiła 23 345

## Miasta
- Barnwell
- Blackville
- Elko
- Hilda
- Kline
- Snelling
- Williston